# Oskar Ospelt

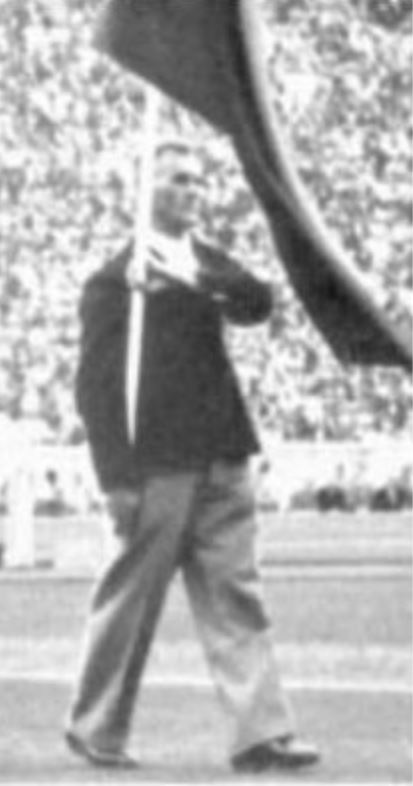
Oskar Ospelt

Oskar Ospelt (* 27. Juli 1908 in Hittisau; † 15. Juni 1988) war ein liechtensteinischer Leichtathlet, der 1936 an den Olympischen Spielen in Berlin teilnahm.

## Werdegang
Ospelt wurde 1908 in Vorarlberg geboren. Nachdem er in Konstanz ein Studium zum Elektro- und Maschinenbauingenieur abgeschlossen hatte, nahm er 1934 seine berufliche Tätigkeit bei den Lawenawerken auf, den heutigen Liechtensteinischen Kraftwerken, und wurde Bürger von Vaduz. Als bei den Olympischen Sommerspielen 1936 in Berlin erstmals Liechtensteiner Sportler an Olympischen Spielen teilnahmen, gehörte Ospelt zu den sechs ausgewählten Sportlern. Er startete im 100-Meter-Lauf und im Diskuswurf, schied aber jeweils in der Qualifikation aus.
1937 und 1938 siegte Ospelt bei den Schweizer Meisterschaften im Diskuswurf. Bei den Leichtathletik-Europameisterschaften 1938 in Paris belegte er im Diskuswurf mit 39,80 m den 15. Rang, im Speerwurf wurde er mit 58,83 m Achter. Am 23. Juli 1938 warf Ospelt in Basel den Diskus auf 43,36 m. Dieser liechtensteinische Landesrekord gehört zu den ältesten bestehenden Landesrekorden der Welt. Neben Xaver Frick gehörte Ospelt in den 1940er Jahren zu den Gründern des Leichtathletik Clubs Vaduz.
Nach dem Zweiten Weltkrieg nahm Ospelt im Jahr 1946 noch einmal an den Leichtathletik-Europameisterschaften 1946 teil. Im Diskuswurf schied er dort als Sechzehnter mit 38,35 m in der Qualifikation aus. Im Speerwurf belegte er mit 52,73 m den dreizehnten Platz.
Neben seiner sportlichen Laufbahn verlief auch seine berufliche Karriere erfolgreich. Ospelt war seit 1947 Betriebsleiter bei den Liechtensteinischen Kraftwerken, von 1962 bis zur Pensionierung 1974 war er deren technischer Direktor.

## Fussnoten
1. ↑  Ines Rampone-Wanger: Persönlichkeiten, die Liechtenstein prägten. Seite 108 (Memento vom 21. Dezember 2014 im Internet Archive)
2. ↑  Ines Rampone-Wanger: Persönlichkeiten, die Liechtenstein prägten. Seite 109 (Memento vom 21. Dezember 2014 im Internet Archive)
3. ↑  Rekorde. Liecht. Leichtathletikverband LLV, abgerufen am 27. Juni 2025.
4. ↑  Der Weitsprungrekord von Haiti, den Silvio Cator 1928 aufstellte, ist allerdings zehn Jahre älter.
5. ↑  Men Discus Throw European Championship 1946 Oslo auf todor66.com, abgerufen am 20. März 2019
6. ↑  Men Javelin Throw European Championship 1946 Oslo auf todor66.com, abgerufen am 20. März 2019
7. ↑  Ines Rampone-Wanger: Persönlichkeiten, die Liechtenstein prägten. Seite 110 (Memento vom 21. Dezember 2014 im Internet Archive)

| Personendaten    | Personendaten                                          |
| ---------------- | ------------------------------------------------------ |
| NAME             | Ospelt, Oskar                                          |
| KURZBESCHREIBUNG | liechtensteinischer Leichtathlet und Olympiateilnehmer |
| GEBURTSDATUM     | 27. Juli 1908                                          |
| GEBURTSORT       | Hittisau                                               |
| STERBEDATUM      | 15. Juni 1988                                          |